# Typhlops rondoensis
Typhlops rondoensis este o specie de șerpi din genul Typhlops, familia Typhlopidae, descrisă de Arthur Loveridge în anul 1942. Conform Catalogue of Life specia Typhlops rondoensis nu are subspecii cunoscute.